# Campionamento multistadio
Il Campionamento a due o più stadi è un piano di campionamento complesso, nel quale la popolazione viene suddivisa in strati (p.es. divisa per comune di residenza), solo alcuni dei quali vengono estratti a caso e all'interno di questi strati estratti si estrae a sua volta un campione casuale secondo un ulteriore piano di campionamento. Solitamente si tratta di una variante del campionamento a grappoli in cui però all'interno dei grappoli estratti non vengono esaminate tutte le unità elementari presenti ma solo una parte di esse estratte casualmente (normalmente un campione casuale semplice).

## Esempio di campionamento a tre stadi
Al fine di ridurre i costi di formazione del personale, si decide di non effettuare un'indagine in tutti i comuni di una regione,
ma di scegliere a caso alcuni di questi. In questo modo si riduce eventualmente pure il costo dovuto agli spostamenti del personale di rilevazione.
La scelta casuale dei comuni può avvenire con un qualsiasi piano di campionamento, per esempio con probabilità di estrazione proporzionale alla dimensione del comune.
I comuni formano così il primo stadio.
Una volta scelti i comuni, si estrae in ciascuno di loro un campione di famiglie, p.es. seguendo un piano di campionamento semplice.
Le famiglie formano così il secondo stadio.
All'interno delle famiglie si decide di intervistare soltanto una persona scelta a caso. Il campionamento delle persone forma così il terzo stadio.